# Melasina circophora
Melasina circophora är en fjärilsart som beskrevs av Edward Meyrick 1909. Melasina circophora ingår i släktet Melasina och familjen säckspinnare. Inga underarter finns listade i Catalogue of Life.